# 기간제 및 단시간근로자 보호 등에 관한 법률
기간제 및 단시간근로자 보호 등에 관한 법률은 기간제근로자 및 단시간근로자에 대한 불합리한 차별을 시정하고 기간제근로자 및 단시간근로자의 근로조건 보호를 강화함으로써 노동시장의 건전한 발전에 이바지함을 목적으로 하는 법이다.

## 용어
- 기간제근로자: 기간이 정해진 근로계약을 체결한 근로자
- 단시간근로자: 해당 사업장에서 같은 종류의 업무에 종사하는 일반적인 근로자에 비해 1주일간 근로시간이 짧은 근로자[2]

## 같이 보기
- 비정규직 보호법